# Piranya
Les piranyes són un grup de peixos omnívors d'aigua dolça endèmiques dels rius d'Amèrica del Sud. El tàxon de les piranyes engloba una setantena d'espècies, distribuïdes en cinc gèneres diferents. Normalment mesuren entre 15 i 25 cm de longitud, tot i això s'han trobat individus que excedien els 40 cm de longitud. Són conegudes per les dents esmolades i per la seva voracitat.

## Característiques
Les piranyes acostumen a mesurar entre 14 i 26 cm de longitud, encara que es tenen registres d'espècimens de 43 cm de llarg. Els peixos dels gèneres Pygocentrus sp, Serrasalmus sp, Pristobrycon sp, Pygopristis sp i Catoprion sp són fàcils de reconèixer per la seva dentadura única. Totes les piranyes tenen una única filera de dents afilades en ambdós maxil·lars. La dentadura segueix un patró fix, amb dents molt afilades amb cúspides petites, que permeten tallar i foradar les seves preses ràpidament. Tant les piranyes com els pacús - de la mateixa família, però de dieta herbívora - reemplacen alhora totes les dents d'un costat, fet que es repeteix diversos cops durant la seva vida.

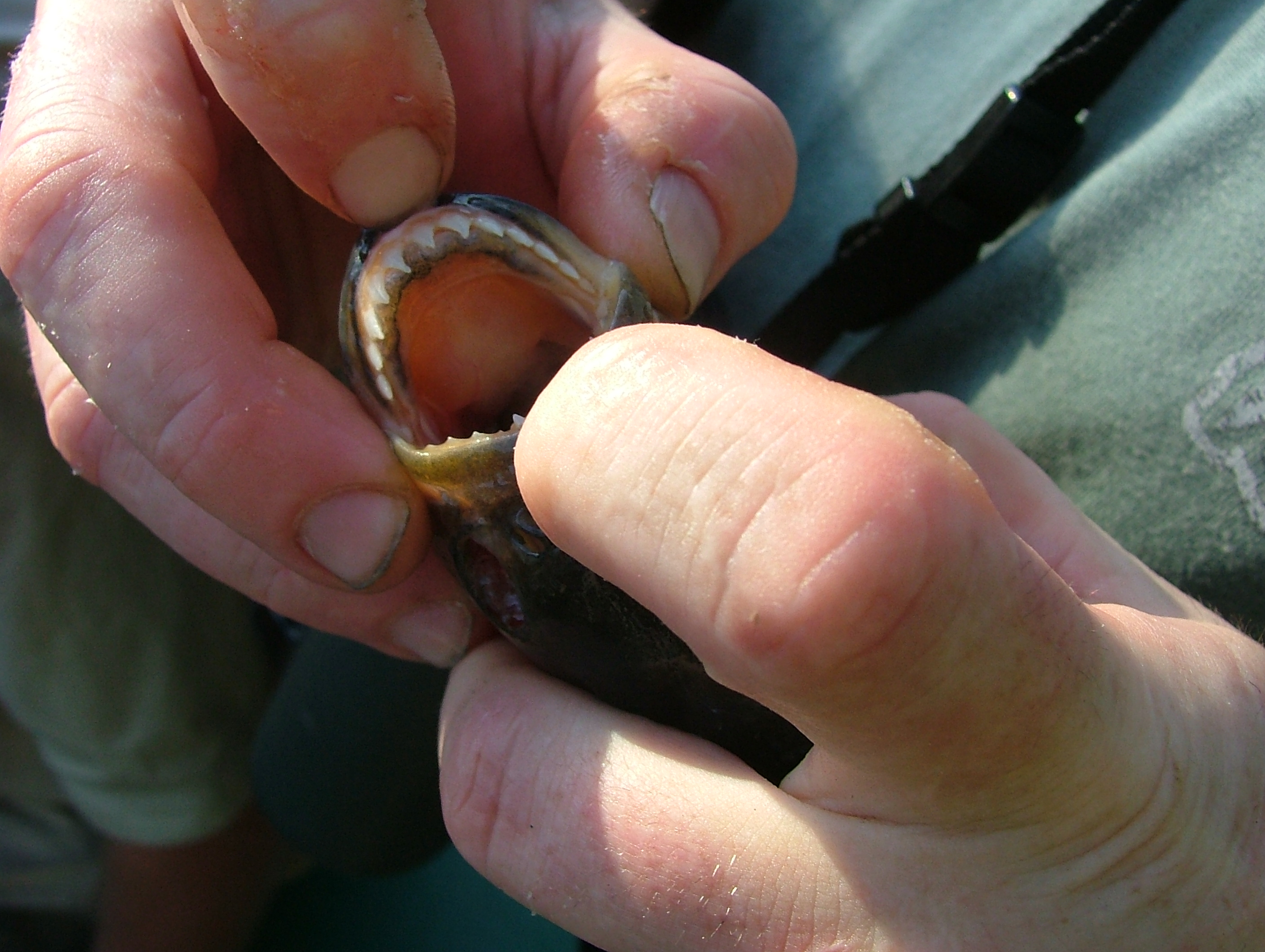
Dentadura d'una piranya.

Les piranyes posseeixen una de les mossegades més fortes dels peixos ossis, destacant-ne la piranya negra. És degut als grans músculs maxil·lars, que arriben fins a la punta de la mandíbula, conferint un avantatge mecànic a l'hora de mossegar. Viuen i ataquen amb la seva mola: quan una piranya mossega, s'enretira per deixar pas a una altra, sistemàticament, fet que es coneix com frenesí devorador.
Encara que bona part de la seva dieta és carronyaire, es tracta també d'un peix depredador, veloç i voraç, que ataca sempre que se sent estimulat, havent-hi algunes espècies que són caníbals. Els atacs a humans no són comuns, els casos reportats s'han degut principalment per entrar a l'aigua tenint una ferida oberta, nedar a prop d'una àrea de reproducció o provocar corrents d'aigua imprevistos, per exemple al capbussar-se.

## Ecologia
Els costums i característiques de les piranyes varia àmpliament segons en funció de l'espècie d'estudi. Per exemple, les piranyes de ventre vermell (Pygocentrus nattereri), tenen fama de depredadores ferotges que cacen les seves preses conjuntament amb la seva mola; en canvi, les investigacions més recents demostren que aquests animals no van en grup com un sistema per caçar, sinó com a mecanisme de defensa dels seus predadors naturals, com corbs marins, caimans i dofins de riu. D'altres espècies de piranya, però, prefereixen nedar en solitari o en grups petits.
Tot i que generalment es descriuen com animals piscívors, la dieta de les piranyes varia molt, essent realment classificades com a omnívores. A més dels peixos (ocasionalment, fins i tot els seus congèneres), els aliments documentats per a les piranyes inclouen altres vertebrats (mamífers, aus, rèptils), invertebrats (insectes, crustacis), fruits, llavors, fulles i detrits. La dieta sovint canvia amb l'edat i la mida. Se sap que moltes piranyes són carronyaires, mentre que espècies com la Serrasalmus elongatus s'alimenten, quan encara no són adults, d'escates i aletes d'altres peixos.
Les piranyes ponen els ous en fosses excavades al llit del riu durant la temporada de reproducció i neden per protegir-les. Els alevins s’alimenten de zooplàncton i van incorporant la dieta piscívora segons van creixent.

## Habitat
Les piranyes viuen en els rius de tota l'Amèrica del Sud, amb l'excepció de Xile. Destaca la seva presència al Brasil, Guaiana, Guaiana Francesa, Veneçuela, Colòmbia, Equador, Perú i Bolívia, però també es troben al Paraguai, Uruguai i nord-est de l'Argentina. També s'han trobat espècimens introduïts a rius de Costa Rica i Mèxic. Els rius amb major concentració de piranyes són l'Amazones i l'Orinoco, trobant-se també a la conca del Pantanal, el São Francisco, el Paraná i l'Uruguai.

## Etimologia
Piranya prové del portuguès piranha. Al seu temps, aquest mot va ser adaptat de les llengües indígenes que poblaven el Brasil durant la colonització. S'han trobat dues possibles explicacions etimològiques d'arrel tupi:
- Unió dels mots pirá i aia: peix i dents, que significaria "peix amb dents" o "peix que mossega".[13]
- Unió dels mots pira i raim: pell i tallar: que s'interpreta com "que talla la pell".[14]

Existeix una altra alternativa, d'origen guaraní, que significaria "peix del diable".
En l'argot brasiler actual, piranha ha esdevingut un sinònim de prostituta.

## Gèneres i especies

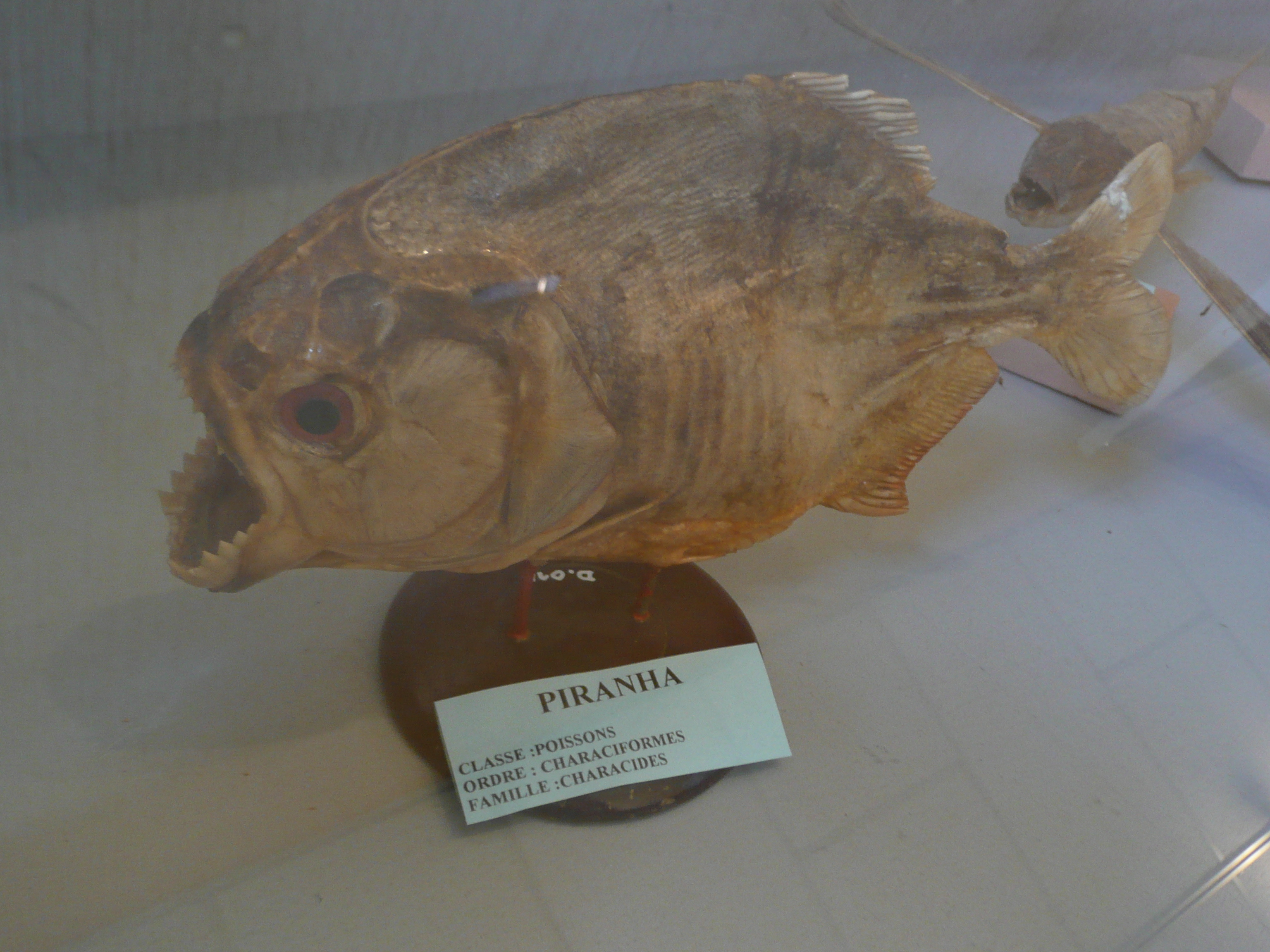
Piranya del gènere Pygocentrus

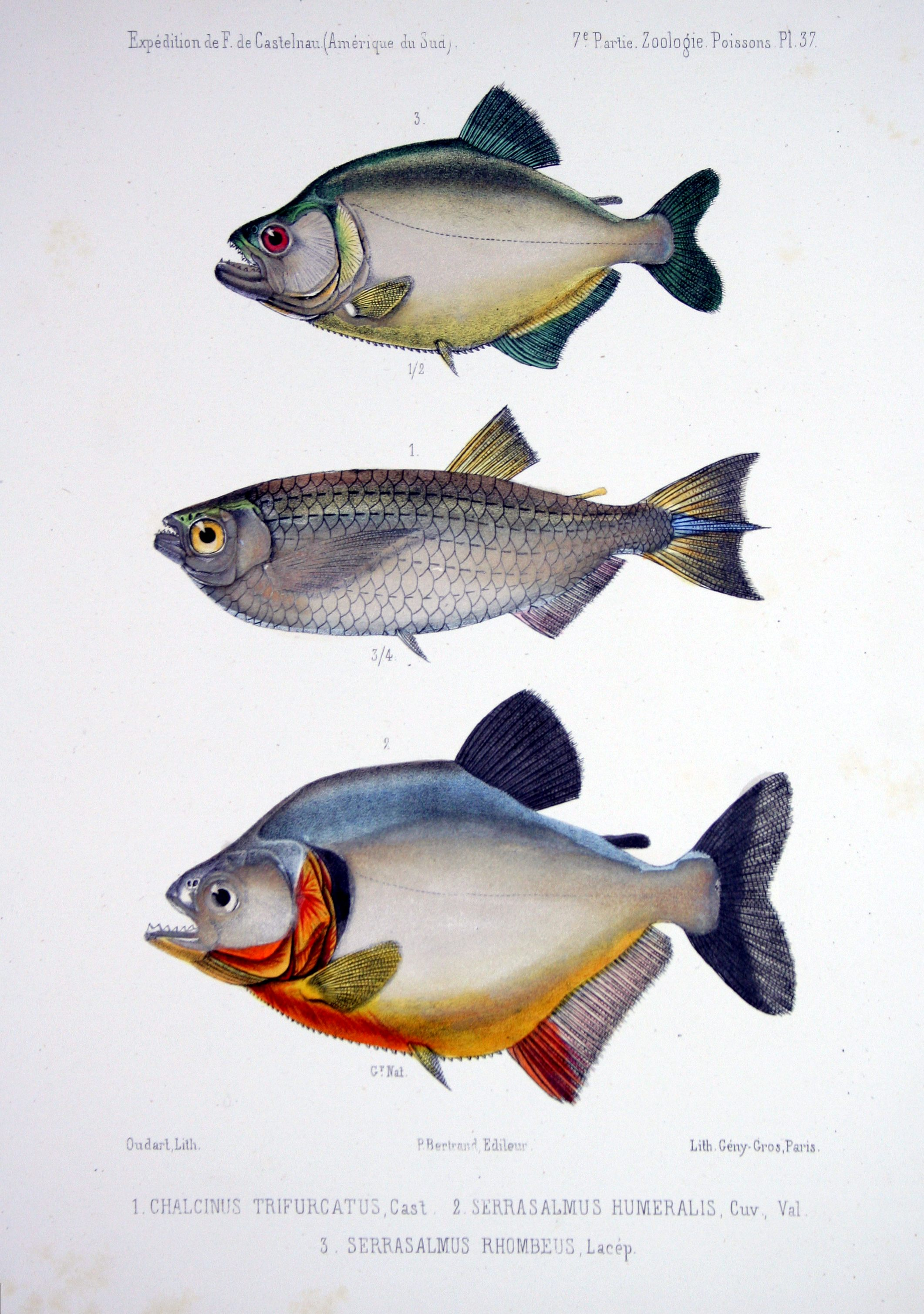
Dibuixos de diferents espècies de piranya (Comte Francis de Castelnau, 1856).

- Pygocentrus (gènere conegut com piranyes autèntiques).[1]

- Pygocentrus cariba : piranya punt negre o piranya de l'Orinoco.
- Pygocentrus nattereri (o Serrasalmus nattereri ) : piranya de ventre roig o piranya comuna.

- Pygocentrus nattereri ternetzi : piranya daurada.

- Pygocentrus piraya : piranya piraya, piranya roja gegant o piranya del riu São Francisco.

- Serrasalmus

- Serrasalmus altispinis
- Serrasalmus altuvei
- Serrasalmus aureus 
- Serrasalmus brandtii : piranya verda.
- Serrasalmus calmoni
- Serrasalmus compressus 
- Serrasalmus eigenmanni
- Serrasalmus elongatus 
- Serrasalmus geryi : piranya violeta.
- Serrasalmus gibbus
- Serrasalmus gouldingi
- Serrasalmus hastatus
- Serrasalmus hollandi
- Serrasalmus humeralis
- Serrasalmus irritans : piranya iridiscent.
- Serrasalmus manueli : piranya tigre verda.
- Serrasalmus marginatus 
- Serrasalmus medinai : piranya de coll roig.
- Serrasalmus nalseni
- Serrasalmus neveriensis : piranya del riu Neveri.
- Serrasalmus rhombeus : piranya negra.
- Serrasalmus sanchezi : piranya rubí.
- Serrasalmus serrulatus
- Serrasalmus spilopleura (o Pygocentrus nigricans )

- Pristobrycon

- Pristobrycon aureus
- Pristobrycon calmoni : piranya morena.
- Pristobrycon careospinus
- Pristobrycon eigenmanni
- Pristobrycon maculipinnis 
- Pristobrycon striolatus (o Serrasalmus antoni )

- Pygopristis

- Pygopristis denticulata : piranya de cinc puntes.

- Catoprion

- Catoprion mento (o Serrasalmus mento )

## Manteniment en aquaris
Un aquari de piranyes ha de tenir plantes fortes o només pedres. No s'aconsella barrejar espècies, ja que les piranyes poden atacar a altres animals. L'alimentació de les cries consisteix en carn picada, però en edat adulta ja es poden alimentar de petits invertebrats o d'un pinso específic, el que és preferible, ja que els residus animals alteren la qualitat de l'aigua de l'aquari i són peixos que necessiten d'unes condicions de pH i dGH molt controlades.

## En la cultura popular

### Cinema
L'any 1978 es va estrenar als Estats Units la pel·lícula de terror Piranya. El seu argument gira sobre una multitud de piranyes mutants concebudes durant la guerra del Vietnam, que són accidentalment abocades en un riu freqüentat per nombrosos banyistes. Per tractar-se d'una pel·lícula de baix pressupost o "sèrie B", aquesta obra inspirada en l'exitosa Tauró (Steven Spielberg, 1975), va tenir una gran acollida de públic i crítica, considerant-se avui dia un film de culte. Va tenir una seqüela i dues adaptacions en Cinema 3D.

### Gastronomia

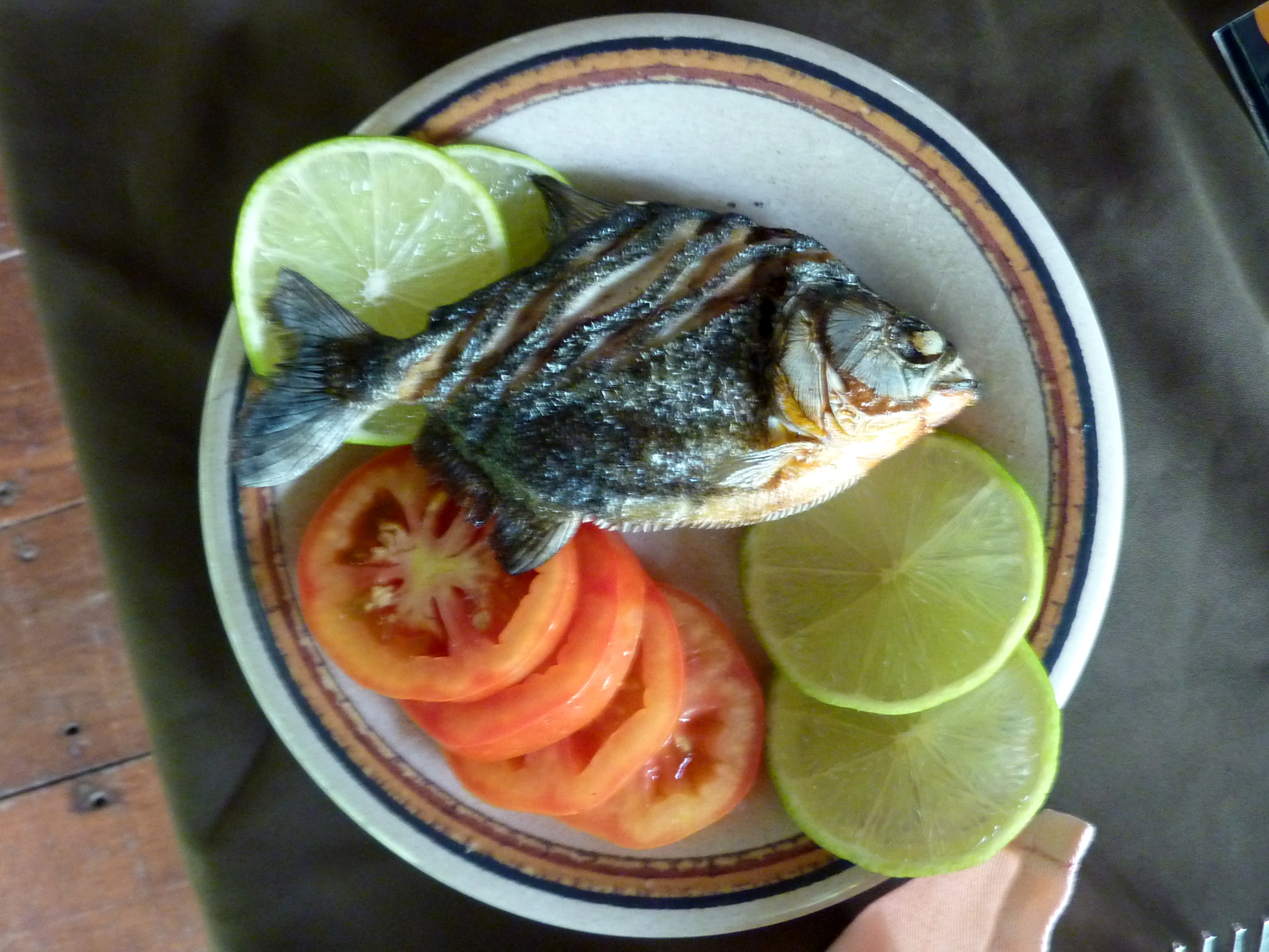
Plat de piranya a la graella.

La piranya és pescada i consumida en diferents punts del Brasil, com el Pantanal, on es preparen sopes de piranya i també es pot preparar a la brasa. En alguns pobles indígenes de l'Amazones, en canvi, el consum de la piranya és considerat un tabú.